# Neal Oxenhandler
Œuvres principales
- Change of Gods (1962)
- Looking for Heroes in Postwar France (1995)

Compléments
Démocrate, membre de
- l'Association des Juifs catholiques (AHC),
- l'Association de langue moderne d'Amérique (MLA)
- la Société pour la morale dans l'enseignement supérieur (SVHE) dès 1966[4]
- l'Association des étudiants ès lettres, critiques et écrivains (en) (ALSCW) fondée en 1994[4].

Neal Oxenhandler est un professeur de littérature française et écrivain américain de la seconde moitié du XXe siècle. Promoteur des lettres modernistes ouvert à l'herméneutique que propose la phénoménologie existentialiste et sensible à une lecture psychanalytique qui dépasse, grâce à la littérature comparée, la seule compréhension littérale d'une œuvre, il est l'auteur de la première étude en langue anglaise du théâtre de Jean Cocteau et d'un unique roman, dans lequel il témoigne, à travers le récit de sa propre conversion, d'une réinvention, appelée par la Shoah, de la foi catholique telle que l'illustrent Max Jacob et Simone Weil.

## Biographie

### Tradition et modernité juives en héritage (1926-1943)
Neal Oxenhandler et sa cadette Nancy, qui épousera le fondateur de l'agence Fleishman-Hillard, Robert Hillard (en), naissent dans une famille ashkénaze. Leurs parents, Joseph Oxenhandler, dit Joe, et Billie Lutsky (30 novembre 1903 - 13 mars 1995), adhèrent à la Congregation B'nai Amoona (en), un mouvement Massorti universaliste fondé en 1884 dans le Missouri qui dénie toute supériorité au peuple élu, récuse l'inégalité des sexes dans le culte et permet aux femmes d'être rabbin mais reste quant à la coutume juive profondément traditionaliste.

### Du GI au docteur (1944-1955)

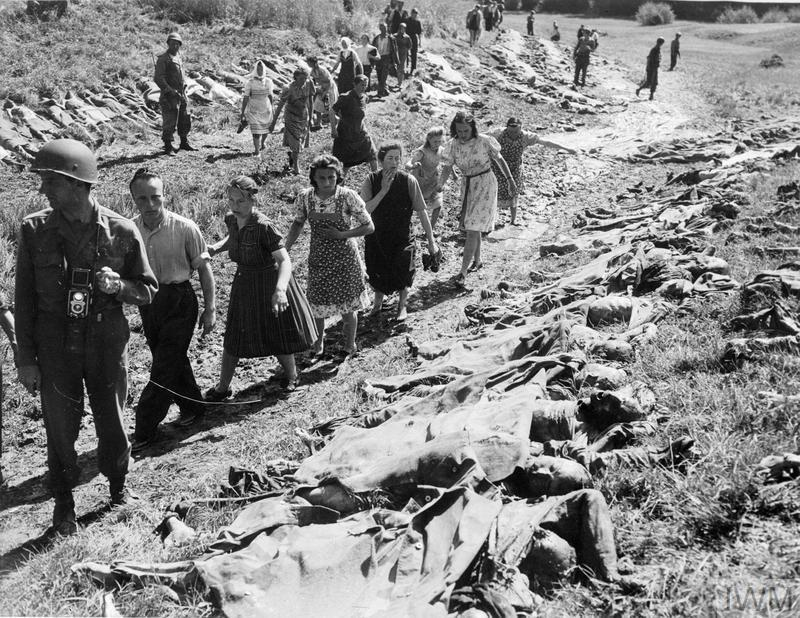
GI conduisant les habitants de, près de Passau, devant les déportés abattus durant leur marche de la mort vers Flossenbürg.

Enrôlé à l'âge de dix-huit ans, en 1944, dans la 97e division d'infanterie, Neal Oxenhandler est de ceux qui découvrent à la fin de leur adolescence l'inimaginable en libérant le camp de concentration nazi de Flossenbürg et son satellite de Helmbrechts (de). Décoré de l'Insigne du fantassin combattant (CIB) pour sa campagne d'Allemagne, il fait partie des troupes débarquées à Yokohama en septembre 1945, après un mois de navigation, pour occuper le Japon.
Démobilisé en mars 1946, il s'inscrit à l'université de Chicago, où il obtient son baccalauréat ès arts (BA) en 1948. À l'automne, il est envoyé dans le cadre de la charte du GI étudier pendant une année à la Sorbonne.
À son retour, à l'automne 1949, il s'inscrit à l'université Columbia, à New York, mais c'est à Chicago qu'en 1950 il se marie. Il sort en 1951 de Columbia diplômé d'une maîtrise en « études françaises » et exerce pendant une année comme lecteur de français à l'université de Saint-Louis. C'est là, dans sa ville natale, qu'il se convertit au catholicisme.
À la rentrée 1952, il s'engage dans la carrière universitaire, en tant qu'instructeur assistant, à Yale tout en y approfondissant ses études. Il y a pour professeur Wallace Fowlie (en) et est reçu docteur (Ph.D) en 1955 après avoir passé l'année 1953-54 à l'université de Florence grâce à une bourse Fulbright.

### Professeur de civilisation française (1956-1968)

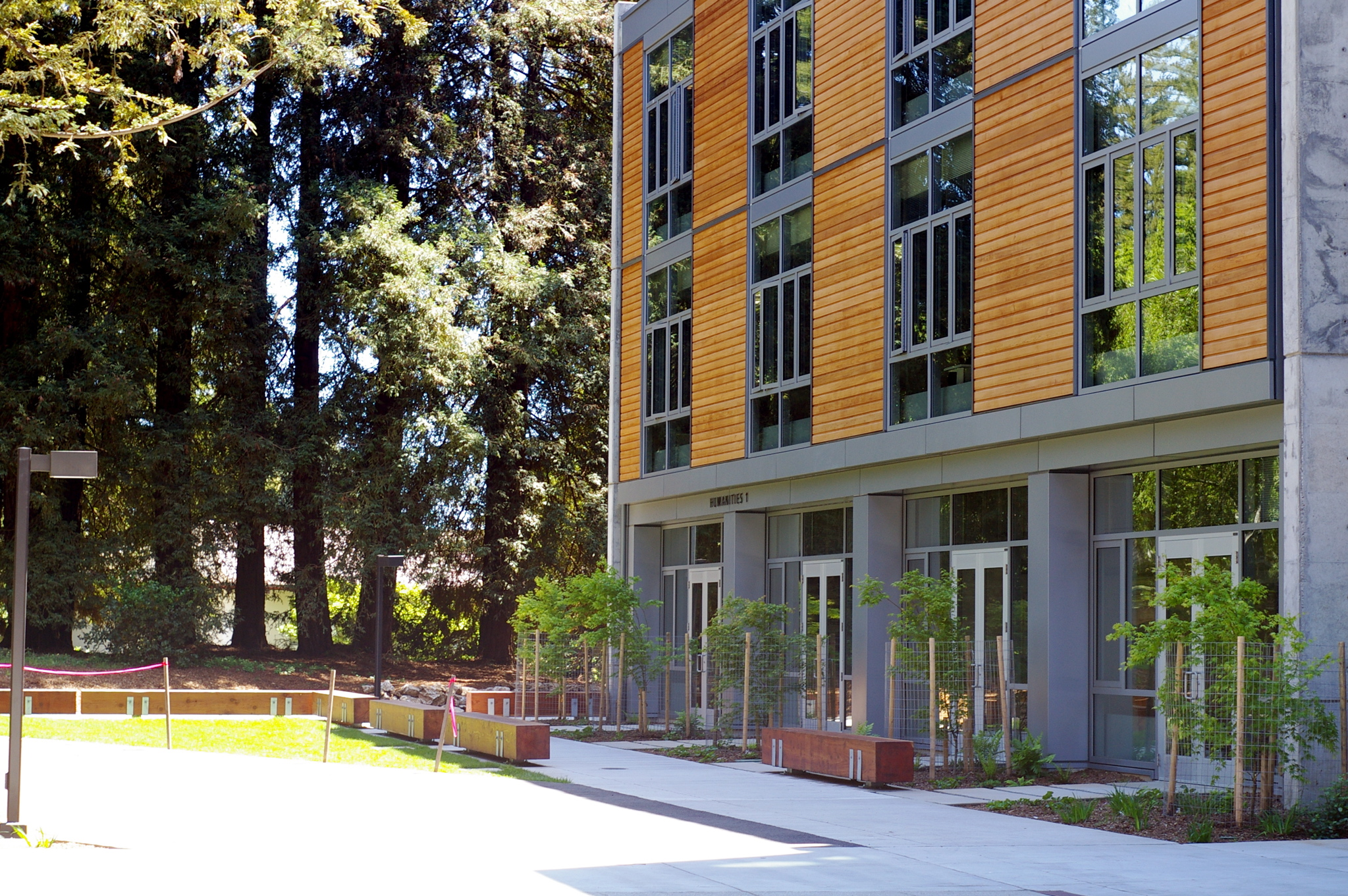
Faculté des Sciences sociales et des humanités de l'UCSC où Neal Oxenhandler enseigne la civilisation française pendant trois années, de 1966 à 1968.

Neal Oxenhandler enseigne la civilisation française dans un premier temps à Yale. Parmi ses élèves figure Bartlett Giamatti. Promu professeur assistant, il mute en 1957 pour à l'Université de Californie à Los Angeles, où il est nommé professeur associé (en) en 1960. Avec des collègues, il participe à la mise en place d'un « concours de lecture », série de présentations publiques de livres. Parmi ses élèves figure Janis Glasgow, future comparatiste de renommée internationale qu'il oriente vers l'étude de George Sand et des femmes écrivains.
En 1965, il est de la première promotion d'enseignants attachés au Collège Cowell (en). Adossée à la Faculté des Sciences sociales et des Humanités, c'est une résidence étudiante que l'université de Californie à Santa Cruz aménage cette année là au bord de la baie de Monterey. Neal Oxenhandler y encadre avec des assistants résidents (en) une quinzaine d'étudiants et participe à l'aventure qu'est la fondation de La Maison francophone, section de la faculté où les résidents s'astreignent à ne parler que français.
L'année suivante, il accède au titre de professeur de plein exercice. Sensible au cinéma de la Nouvelle Vague et aux liens que celle-ci tissent avec la littérature, il crée avec le professeur Peter D. Smith une cinémathèque universitaire, de droit privé, qui obtient un prestige certain dans le monde de l'industrie cinématographique et existe toujours.

### Professeur de littérature comparée à Dartmouth (1969-1986)

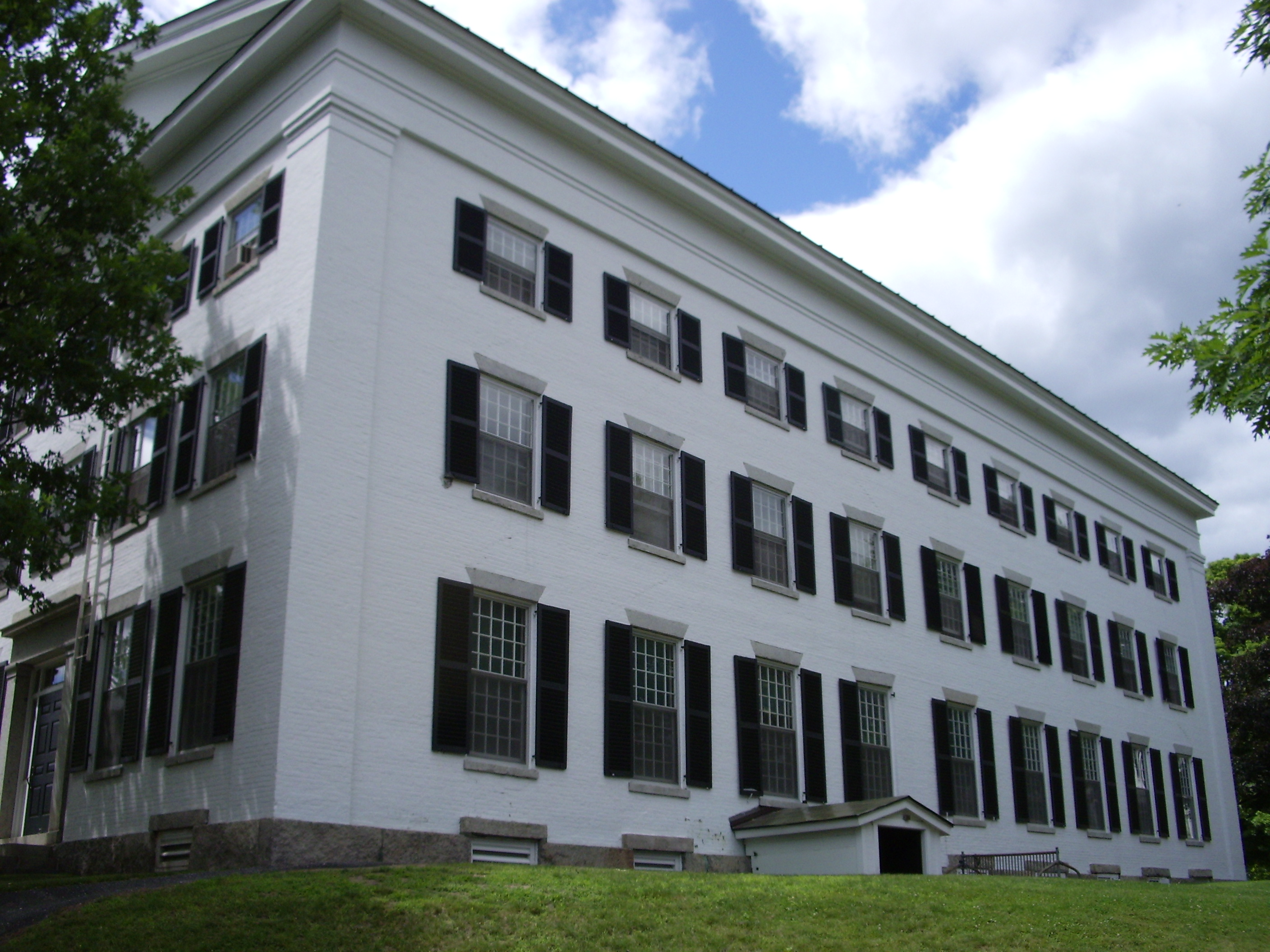
Le siège de la chaire de littérature comparée du collège de Dartmouth, dont Neal Oxenhandler devient titulaire en 1980 pour cinq ans.

En 1969, Neal Oxenhandler quitte l'enseignement public (en) et rejoint le corps enseignant du collège de Dartmouth, en Nouvelle-Angleterre. En intégrant la plus petite université de l'Ivy League, il fait venir son ami Peter Smith pour mettre en œuvre, sur le modèle de leur cinémathèque, et diriger le nouveau Centre Hopkins pour les arts. Au collège de Dartmouth, il se spécialise en littérature comparée et en 1973 il est gratifié d'une maîtrise honoris causa de cette matière.
Père de trois enfants animé d'une foi de plus en plus fervente à l'instar de Max Jacob, figure de l'écrivain Juif converti, il divorce en mai 1976 de sa première femme, le peintre Jean Romano, pour se remarier le 12 décembre 1979, selon le rite catholique. Le ménage, qui passe ses vacances sur l'île floridienne de Sanibel, se reforme autour des deux filles issues du premier lit.
De 1977 à 1980, parallèlement à son enseignement, il fait fonction de rédacteur en chef pour l'Association de langue moderne d'Amérique (MLA).
En 1980, le collège de Dartmouth lui attribue pour cinq années la chaire de littérature comparée, où il a pour collègue James W. Hoffman. L'année suivante, il a l'honneur de se voir confier par Joseph Duffey (en), ex Sous secrétaire d'état à l'éducation et aux affaires culturelles (en) dans le gouvernement Carter, la direction du séminaire estival de littérature comparée organisé par la Fondation nationale pour les sciences humaines (NEH), un organisme financier d'état piloté par des personnalités indépendantes du monde universitaire. Le séminaire, doté d'une subvention de soixante dix mil dollars, bénéficie d'une diffusion fédérale et sert à la formation continue des enseignants.

### Professeur émérite (1987-1994)

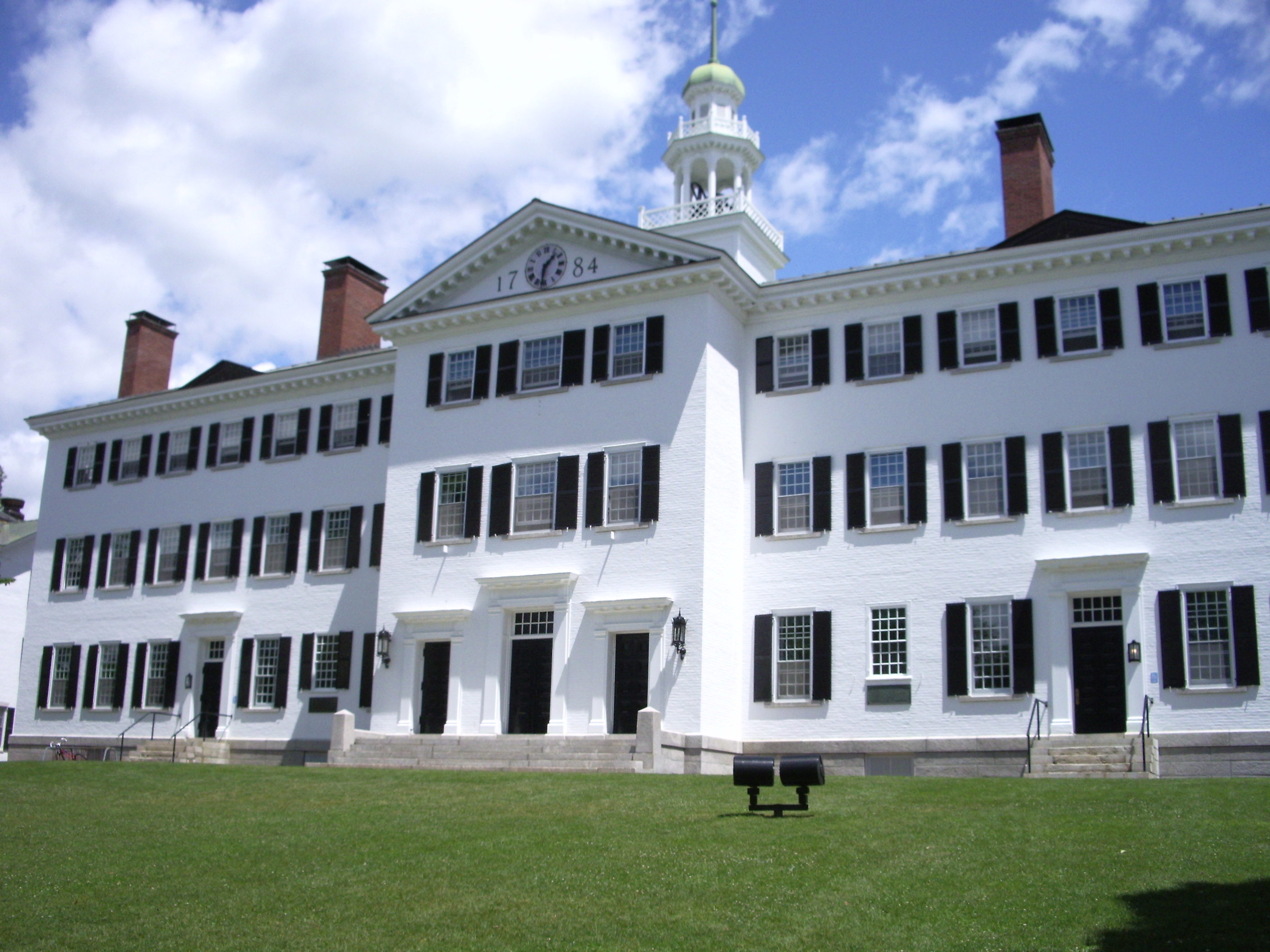
Le siège de la chaire de français et italien, que Neal Oxenhandler a occupée de 1987 à 1991. Il est partagé au sein du collège de Dartmouth avec les études germaniques, hispaniques et lusitaniennes.

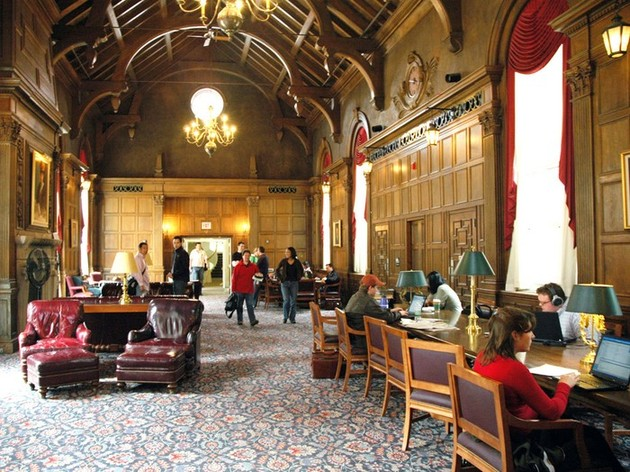
Le Département Edward Tuck, fondé en 1900, où Neal Oxenhandler, à partir de 1987, enseigne le français à de futurs dirigeants américains ou étrangers.

En 1987, Neal Oxenhandler est nommé titulaire de la chaire de Langues et littératures françaises et italiennes. Parallèlement, il se voit confier l'enseignement du français aux élèves de l'école de commerce Tuck, qui prépare à une maîtrise en administration des affaires (MBA).
À soixante-cinq ans, en 1991, parvenu à l'âge de la retraite, il doit renoncer à sa chaire mais continue d'exercer en tant professeur émérite. Cela lui laisse le loisir de créer en 1993 un prix annuel, portant son nom, qui récompense une œuvre originale de littérature comparée.

### Retraite floridienne (1995-2011)
L'année suivante, il met un terme à vingt cinq années d'enseignement au collège de Dartmouth pour se retirer à Sarasota, au soleil de Floride. Il s'offre quelques croisières antillaises en donnant des conférences embarquées qu'organisent l'Institut pour les croisières instructives (en) et participe à la vie culturelle locale.

## Œuvre didactique

### Manuels scolaires
- Avec R. J. Nelson, Aspects of French Literature, Appleton-Century-Crofts (en), New York, 1961.
- French Literary Criticism: the Basis of Judgment, Prentice Hall, Upper Saddle River, 1966, 213 p.

### Articles encyclopédiques
- « Ransom, John Crowe », in Lexikon der Weltliteratur im 20. Jahrundert, vol. II, p. 715, Herder (de), Fribourg, 1961.
- « Roethke, Theodore », ibidem, p. 763.
- « Schapiro, Karl Jay », ibidem, p. 931.
- « Van Doren, Mark (en) », ibidem, p. 1181-1182.
- « Wilson, Edmund », ibidem, p. 1269.

### Conférences
- Feminism and the Fate of Desire, Collège de Dartmouth, Hanover (New Hampshire), 21 février 1981.
- The French and American Novel, 1950-1980., NEH, Clemson, 22 juin-15 août 1981.
- Avec Erik Aschengreen, Dore Ashton, Naomi Greene, Annette Shandler Levitt, Jann Pasler, Marjorie Perloff, Alice Rayner & Frank W.D. Ries, Jean Cocteau and the Parisian Avant-Garde, UCHRI (en), Irvine (Californie), 17 & 18 novembre 1989.

### Exposés critiques
- « Paul Éluard », Revue de Chicago (en), vol. II, n° 4, p. 128-129, Université de Chicago, Chicago, juin 1948  (ISSN 0009-3696)
- « The Lost Chateau », in Quarterly Review of Literature (en), vol. VII, n° 3, p. 198-200, Princeton (New Jersey), mars 1954  (ISSN 0033-5819).
- « Nekrassov and the Critics », in Yale French Studies (en), n° 16, p. 8-12, Yale University Press, New Haven, mars 1956  (ISSN 0044-0078).
- « On Cocteau », Film Quarterly, vol. XVIII, n° 1, p. 12-14, UC Press, Oakland (Californie), décembre 1964  (ISSN 0015-1386).
- « Can Genet be Saved? Remarks on The Blacks », Littérature contemporaine (en), vol. XVI, n° 4, p. 417-432, UW Press, Madison (Wisconsin), décembre 1975  (ISSN 0010-7484), rééd. in dir. Sh. R. Gunton, Contemporary Literary Criticism, vol. XIV, p. 203-205, Gale Research, Détroit, 1980.

## Œuvre critique

### Psychocritique
- « The Balcony Of Charles Baudelaire », in Yale French Studies (en), n° 9 "Symbol and Symbolism", p. 56-62, Yale University Press, New Haven, 1952, réed. 15 octobre 2011,  (ISBN 9781258119478).
- « Jacob's Struggle with the Angel », in Yale French Studies (en), n° 12, p. 41-46, Yale University Press, New Haven, mars 1953.
- « Jean Cocteau: Theatre as Parade », in Yale French Studies (en), n° 14, p. 71-75, Yale University Press, New Haven, mars 1955.
- « Marcel Proust and the Drama of Perception », in Man and World, vol. II, n° 1, p. 139-156, février 1969.
- « The Metaphor of Metaphor in La Nausée », in Revue de Chicago (en), vol. XV , n° 4, p. 47-54, université de Chicago, Chicago, décembre 1962  (ISSN 0009-3696).
- « Dialectic and Rhetoric in La guerre de Troie n'aura pas lieu », in L'Esprit créateur (en), IX, n° 2, p. 93-103, JHUP, Baltimore, septembre 1969.
- « Le Mythe de la persécution dans l'œuvre de Jean Cocteau », in La Revue des lettres modernes, n ° 298-303, p. 91-107, Classiques Garnier, Paris, 1972.
- « A Hero of Eros: Hysteria and the Question of Closure in Mallarmé's Hérodiade », in Stanford French Review, IX, n° 3, p. 383-395, université Stanford, Palo Alto, mars 1985.
- « The Bodily Experience of Simone Weil », in L'Esprit créateur (en), XXXIV, n° 3, p. 82-89, JHUP, Baltimore, 1994.

### Théorie esthétique
Pour une nouvelle critique
- « Paul Valéry's Aesthetics », in L'Esprit créateur (en), JHUP, Baltimore, mars 1965  (ISSN 0014-0767).
- « Disobedience », in New Directions in Prose and Poetry, vol. XIV, p. 347-348, New Directions Publishing, New York, 1953.
- « Ontological in America and France », in Modern Language Review, vol. LV, n° 1, p. 17-23, Association de recherche en lettres modernes (en), Cambridge, janvier 1960  (ISSN 0026-7937).
- « Paradox and Negation in the Criticism of Maurice Blanchot », in Symposium, vol. XVI, n° 1, p. 36-44, mars 1962.
- « Toward the New Aesthetic », in Littérature contemporaine (en), vol. XI, n° 2, p. 169-191, UW Press, Madison (Wisconsin), mars 1970  (ISSN 0010-7484)
- « The Place of Literature in the Work of Maurice Merleau-Ponty », in Kentucky Romance Quarterly, vol. XVII, n° 2, p. 171-187, Taylor & Francis, Lexington (Kentucky), 1970.
- « Retrieving the Self: The Critic as Existential Psychoanalyst. », in boundary 2 (en), vol. IV, n° 1 "Review of Serge Doubrovsky's The New Criticism in France", p. 299-304, Université de Binghamton, Vestal, décembre 1975  (ISSN 0190-3659)
- « Maritain and Recent Critical Thought », in Renascence, vol. XXXIV, n° 4, p. 260-270, Université Marquette, Milwaukee, septembre 1982  (ISSN 0034-4346).
- « The Horizons of Psychocriticism », in Nouvelle histoire littéraire (en), vol. XIV, n° 1, p. 89-103, JHUP, Baltimore, décembre 1982  (ISSN 0028-6087).

Théorie jacobienne de l'émotion

« (...) c'est l'émotion qui donne à l'œuvre son mystère et [j'] attends de lire un jour prochain une étude critique qui explique l'émotion littéraire et la rende accessible à l'analyse. »

— Neal Oxenhandler transmettant pour l'an 2 000 son projet d'une révolution de la critique.
- « Concealed Emotions in the Poetry of Max Jacob », in Dada/Surrealism, n° 5, p. 53-57, 1975  (ISSN 0084-9537).
- « The Discourse of Emotion in Hugo's Demain, dès l'aube… », in French Forum (en), vol. XI, n° 1, p. 29-39, Lexington (Kentucky), janvier 1986.
- « The Changing Concept of Literary Emotion: A Selective History », in New Literary History (en), vol. XX, n° 1 "Critical Reconsiderations", p. 105-121, JHU Press, Baltimore, décembre 1988 DOI 10.2307/469323.

### Contributions à des ouvrages collectifs
- « Character and Emotion in Balzac's Novels », in dir. S. G. Nichols Jr. & R. Vowles, Comparatists at Work: Studies in Comparative Literature., p. 111-125, Blaisdell Publishing Company, Waltham (Massachusetts), 1968.
- « The Quest for Pure Consciousness in Husserl and Mallarmé », in dir O. B. Hardison (en), The Quest for Imagination: Essays in Twentieth-Century Aesthetic Criticism, p. 149-166, The Press of Case Western Reserve University, Cleveland, 1971.
- « Literature as Perception in the Work of Merleau-Ponty », in dir. John K. Simon, Modern French Criticism, p. 229-253, UC Press, Chicago, 1972.
- « Cocteau, Breton and Ponge: The Situation of the Self. », in dir. M. A. Caws (en), About French Poetry from Dada to Tel Quel: Text and Theory., p. 54-68, WSU Press, Détroit, 1974.
- (fr) « Cocteau », in dir. J. J. Kihm & M. Décaudin, Jean Cocteau, vol. I "Cocteau et les mythes", Minard, Paris, 1972. 196 p.  (ISBN 978-2-256-90096-9).
- « Listening to Burroughs' Voice », in dir. R. Federman, Surfiction: Fiction Now and Tomorrow., Swallow Press (en), Chicago, 1975.
- Nihilism in Le Clézio's La Fièvre, in dir. M. Tetel, Symbolism and Modern Literature: Studies in Honor of Wallace Fowlie (en), p. 264-273, Duke University Press, Durham (Caroline du Nord), 1978.
- « The Theater of Jean Cocteau », in Col., préf. A. King Peters, Jean Cocteau and the French Scene, Abbeville Press, New York, 1984  (ISBN 9780896594128).
- « Reflections on Literature and Value », in dir. John D. Lyons & Nancy J. Vickers, The Dialectic of Discovery: Essays on the Teaching and Interpretation of Literature Presented to Lawrence E. Harvey, p. 32-46, Coll. French Forum Monographs, n° 50, French Forum (en), Lexington (Kentucky), 1984.
- « Seeing and Believing in Dante and Beckett », in dir. M. A. Caws (en), Writing in a Modern Temper: Essays on French Literature and Thought in Honor of Henri Peyre., Anima Libri, Saratoga (Californie), 1984,

rééd. in dir. Stuart Y. McDouga, Dante Among the Moderns, UNC Press, Chapel Hill (Caroline du Nord), 1985.
- « Cultural Autonomy and the Nouveau Roman », in dir. R. Merrill, PostModernPositions, vol. I, p. 11-26, Maisonneuve Press, Washington, 1988  (ISBN 0-944624-00-6).
- « The Man with Shoes of Wind: The Derrida-Gadamer Encounter », in dir. Diane P. Michelfelder & Richard E. Palmer, Dialogue and Deconstruction, The Gadamer-Derrida Encounter., NYU Press, New York, juillet 1989  (ISBN 978-0-7914-0008-1).

### Critiques littéraires
Auteurs français
- « Germaine Brée's Marcel Proust and the Deliverance from Time », in The Yale Review, université Yale, New Haven, mars 1955.
- « Madeleine Defrenne's Odilon-Jean Périer », in MLN (en), vol. LXXIV, n° 6, p. 565-567, JHUP, Baltimore, 1959.
- « Jean Cocteau's Poésie Critique », in The French Review, AATF, Marion (Illinois), avril 1960.
- « Eva Kusher's Le Mythe d'Orphée dans la littérature française contemporaine », in Romanic Review, vol. LIV, n° 2, p. 152-154, avril 1963.
- « J. Guicharnaud, ed., Gide/Valéry Letters 1890-1942 », in L'Esprit créateur (en), vol. VII, n° 3, p. 218-219, JHUP, Baltimore, 1967.
- « Léon François Hoffmann's Répertoire géographique de la Comédie humaine. I: L'Etranger », in French Review, vol. XLI, n° 1, p. 150-151, AATF, Marion (Illinois), octobre 1967.
- « Paul Mankin and Alex Szogi, eds., Anthologie d'humour français », in French Review, vol. XLV, n° 2, p. 546-547, AATF, Marion (Illinois), décembre 1971.
- « Hélène Cixous' Le Troisième Corps », in French Review, vol. XLV, n° 5, p. 1041-1042, AATF, Marion (Illinois), avril 1972.
- « Claude Mauriac's André Breton », in French Review, vol. XLVI, n° 2, p. 421-422, AATF, Marion (Illinois), décembre 1972.
- « Françoise Collin's Maurice Blanchot et la question de l'écriture », in Romanic Review, vol. LXV, n° 2, p. 148-149, mars 1974.
- « Robert Pinget's The Libera Me Domine (en) and Passacaglia », in Revue américaine du livre (en), vol. II, n° 4, p. 19-20, Victoria (Texas), juin 1980.

Auteurs américains
- « Thomas Walter Bishop's Pirandello and the French Theater." », in Italian Quarterly, mars 1961.
- * « Malraux and the Inference to Despair. Review of Geoffrey Hartman (en)'s André Malraux », in Revue de Chicago (en), vol. 15, n° 3, p. 72-74, Université de Chicago, Chicago, juin 1962  (ISSN 0009-3696).
- « Agnes Ethel Mackay's The Universal Self: A Study of Paul Valéry », in L'Esprit créateur (en), JHUP, Baltimore, juin 1962.
- « Aimez vous Apollinaire? Review of Francis Steegmuller (en)'s Apollinaire: Poet Among the Painters. », in The New York Review of Books », vol. I, n° 6, p. 78, New York, 14 novembre 1963  (ISSN 0028-7504).
- « Priscilla Washburn Shaw's The Domain of the Self », in French Review, vol. XXXVIII, n° 6, p. 800-801, AATF, Marion (Illinois), mai 1965.
- « Wallace Fowlie (en)'s Jean Cocteau: The History of a Poet's Age. », in French Review, vol. XLI, n° 1, p. 161-162, AATF, Marion (Illinois), octobre 1967.
- « Francis Steegmuller (en)'s Cocteau: A Biography. », in Dartmouth Alumni Magazine, mars 1971.
- « Judith Morganroth Schneider's Clown at the Altar: The Religious Poetry of Max Jacob. », in French Review, vol. LIII, n° 6, p. 946, AATF, Marion (Illinois), mai 1980.
- « Frederich Pohl's Jem », in American Book Review, vol. III, n° 4, p. 16, juin 1981.

### Critiques cinématographiques
- « Poetry in Three Films of Jean Cocteau », in Yale French Studies, vol. XVII, p. 14-20, Fall, 1956,

rééd. in dir. Sharon R. Gunton, Contemporary Literary Criticism, vol. XVI, p. 225-226, Gale Research, Détroit, 1981.
- « Sundays and Cybèle », in Film Quarterly, vol. XVI, n° 3, p. 52-53, UC Press, Oakland (Californie), juin 1963  (ISSN 0015-1386).
- « Marienbad Revisited », in Film Quarterly, vol. XVII, n° 1, p. 30-35, UC Press, Oakland (Californie), décembre 1963 DOI 10.2307/1210325  (ISSN 0015-1386).
- « Truffaut, Heir to Apollinaire. », in Shenandoah (en), vol. XV, n° 2, p. 8-13, Université Washington et Lee, Lexington (Virginie), mars 1964.
- Avec Manuel Michel, « Mexican Cinema: A Panoramic View. », in Film Quarterly, vol. XVIII, n° 4, p. 46-55, UC Press, Oakland (Californie), septembre 1965 DOI 10.2307/1210255  (ISSN 0015-1386).
- « The Stranger by Luchino Visconti, Dino de Laurentiis », in Film Quarterly, vol. XXI, n° 4, p. 41-45, UC Press, Oakland (Californie), septembre 1968  (ISSN 0015-1386).
- « The Distancing Perspective in Satyricon », in Film Quarterly, vol. XXIII, n° 4, p. 38-42, UC Press, Oakland (Californie), septembre 1970  (ISSN 0015-1386),

rééd. in dir. Stanley J. Solomon, The Classic Cinema: Essays in Criticism., p. 328-332, Harcourt, Brace, Jovanovich (en), New York, 1973.
- « Intimacy and Distance in the Cinema of Jean-Luc Godard », in Symposium, vol. XXVII, n° 2, p. 152-164, septembre 1973.
- « The Dialectic of Emotion in New Wave Cinema », in Film Quarterly, vol. XXVII, n° 3, p. 10-19, UC Press, Oakland (Californie), mai 1974  (ISSN 0015-1386).
- « Cocteau on Video: This Tape Could Be Hazardous to Your Health.», in Bucknell Review, vol. XXXXI, no. 1, Bucknell University Press, Lewisburg (Pennsylvanie), 1997.

### Essais critiques
- Scandal & parade: the theater of Jean Cocteau, Rutgers University Press, New Brunswick (New Jersey), 1957, 284 p., rééd. Constable, Londres, 1958.
- Looking for Heroes in Postwar France: Albert Camus, Max Jacob and Simone Weil, Presses (en) du Collège Dartmouth, Lebanon (New Hampshire), décembre 1995, 224 p.  (ISBN 0874517311).
- Rimbaud: the cost of genius, Presses de l'université d'état de l'Ohio (en), 2009, 160 p.  (ISBN 9780814210543).

## Œuvre littéraire

### Traductions
- « Paul Eluard's First in the World, She Who Is of Always, We Are », in Revue de Chicago (en), vol. II, n° 4, p. 130-131, Université de Chicago, Chicago, mars 1948,  (ISSN 0009-3696).
- « André Malraux's The "New Left" Can Succeed! », in Yale French Studies, n° 15, p. 49-60, université Yale, New Haven, mars 1955.
- « René Clair's The Chinese Princess », in Evergreen Review, vol. XIII, p. 67-68, New York, juin 1960.
- « Jean Ferry's Two Stories », in Evergreen Review, vol. XIII, p. 69-72, New York, juin 1960.
- « Julien Torma's Letter to René Daumal », in Evergreen Review, vol. XIII, p. 120-121, New York, juin 1960.
- « Max Jacob and Les Feux de Paris. Unpublished Letters from Max Jacob to Jean Fraysse – Contributions of Max Jacob to Les Feux de Paris », in University of California Publications in Modern Philology, vol. XXXV, n° 4, p. 221–307, UC Press, Berkeley (Californie), 1964 (OCLC 1358396)  (ISSN 0068-6492).

### Poésie
- « Three Poems », in Perspective, mars 1951.

### Roman
- A Change of Gods, Harcourt, Brace & World (en), New York, août 1962, 247 p.

## Lauréats du Prix Neal Oxenhandler
- 2010 – Alexander J. Lambrow.
- 2011 – Matthew E. Rodriguez.
- 2012 – Madeline L. Sims.

...
- 1998 - Sara Pankenier Weld.

...
- 1996 - Allison Margaret Stedman.
- 1995 - Erin Elizabeth Murphy.

### Sources
1. 1 2 3  « Funeral notice », in St. Louis Post-Dispatch, p. 36, Saint-Louis du Missouri, 16 mars 1997.
2. ↑  « Neal Oxenhandler », Fondation John-Simon-Guggenheim, New York, 2016.
3. 1 2  « grants to Oxenhandler, Neal », NEH.
4. 1 2 3 4 5 6 7 8 9 10 11 12 13 14 15 16 17 18 19  « Neal Oxenhandler », in Prabook, North Port, 2016.
5. 1 2 3  « Funeral notice », in St. Louis Post-Dispatch, p. 29, Saint-Louis du Missouri, 15 mars 1997.
6. 1 2 3 4 5 6 7 8 9 10 11  « Neal Oxenhandler », in Herald Tribune, Sarasota, 10 septembre 2011.
7. ↑  « Billie Oxenhandler (Lutsky) », in BillionGraves, Kaysville, 2016.
8. ↑  Collection n° 4700-06, cote EA 067312, Musée impérial de la guerre, Londres.
9. ↑  W. Fowlie (en), Journal of Rehearsals. A Memoir., p. 202, Duke University Press, Durham (Caroline du Nord), 1997  (ISBN 9780822319450).
10. ↑  Yale Department of French Newsletter, p. 7, université Yale, New Haven, février 2006.
11. ↑  Bulletin UCLA Librarian (en), vol. 14, n° 13, UCLA, Los Angeles, 7 avril 1961.
12. ↑  « Janis Glasgow », George Sand Association, Hempstead (New York), 2016.
13. ↑  Bruce D. Larkin., Photographie souvenir, Santa Cruz de Californie, automne 1965.
14. ↑  « Press Kit - 1965-1974 Photos », UCSC, Santa Cruz de Californie, novembre 2016.
15. ↑  Mary S. Donin, « Peter D. Smith Director, Emeritus Hopkins Center for the Arts », in Special Collections, "Peter Smith Interview", p. 19, collège de Dartmouth, Hanover (New Hampshire), 26-27 février 2003.
16. ↑  Mary S. Donin, « Peter D. Smith Director, Emeritus Hopkins Center for the Arts », in Special Collections, "Peter Smith Interview", p. 27, collège de Dartmouth, Hanover (New Hampshire), 26-27 février 2003.
17. ↑  D. Ferry, « West Chesterfield (en) this week », in The New York Times, New York, 8 avril 1979.
18. ↑  Sanibel-Captiva Islander, n° 25, p. 28, Sanibel, 24 juin 1986.
19. ↑  Spirit of Jefferson Farmers's Advocate, p. 9, Jefferson (New Hampshire), 13 août 1981
20. 1 2  E. Burakian, Dartmouth College Organization, Regulations, and Course, vol. LXXV, n° 10, p. 13, Collège de Dartmouth, Hanover (New Hampshire), septembre 2014.
21. ↑  « On the Edge », in Sarasota, SagaCity Media (en), Sarasota, 3 janvier 2002.
22. ↑  Special Millennium Issue 1968-2000, vol. CXV, n° 7, p. 2017-2018, MLA), New York, décembre 2000.